# UTC−8:30
UTC-8:30 — позначення для відмінних від UTC часових зон на —8 годин 30 хвилин. Іноді також вживається поняття «часовий пояс UTC-8:30». Такий час використовувався на Піткерні з 1901 по 1998 рік, після чого був змінений на UTC-8

## Використання
Зараз не використовується

## Історія використання
Час UTC-8:30 використовувався:

### Як стандартний час
- Велика Британія - част.:
  -  Піткерн (1901-1998)

### Як літній час
Ніде не використовувався